# Абдулов, Рашад Магеррам оглы
Рашад Магеррам оглы Абдулов (азерб. Abdulov Rəşad Məhərrəm oğlu; род. 1979) — судья Верховного суда Азербайджана.

## Биография
Родился в 1979 году. В 1999 году окончил факультет международного права Бакинского государственного университета. В 2001 году окончил магистратуру того же факультета.
С 2001 по 2007 год являлся судебным контролёром отдела судебного контроля Апелляционного суда. С 2007 по 2008 год — судебным контролёром отдела судебного контроля Бакинского Апелляционного суда.
С 2008 по 2013 год являлся советником Судебно-правового совета Азербайджана.
С 4 октября 2013 по 2018 год являлся судьёй Бакинского районного суда Наримановского района.
Со 2 ноября 2018 по 2022 год являлся судьёй Бакинского Апелляционного суда.
Судья коллегии по уголовным делам Верховного суда Азербайджана (с 23 декабря 2022).

## Награды
- Медаль «Прогресс» (11 февраля 2023)[4]